# Diplocentria hiberna
Diplocentria hiberna är en spindelart som först beskrevs av Barrows 1945.  Diplocentria hiberna ingår i släktet Diplocentria och familjen täckvävarspindlar. Inga underarter finns listade i Catalogue of Life.